# جون ماكدونالد (لاعب كرة قدم كندية)
جون ماكدونالد هو لاعب كرة قدم كندية كندي، ولد في 30 أغسطس 1978 في هاميلتون في كندا.